# 銀翼
銀翼 （ぎんよく）とは、日本のアクアシステムが開発した、Windows向けの民間機フライトシミュレーションゲームである。GIN-YOKUとも表記される。それまで販売されていたジェットストリームシリーズの思想を受け継ぎながら、能力を一層に進歩させ、2001年8月11日に発売された。
日本国内で運航されているエアラインや機種、地形をモデルとして開発された。その性能は、地形データは日本国内のみであったが、当時としては優れていた。2002年6月27日には、性能などを向上させた銀翼アドバンスが発売された。しかし、アップグレードのファイルは公開されるものの、それ以後長い間後継バージョンらしきものは発売されていない。

## 収録データ
最初のバージョンである「GIN-YOKU 銀翼」には、機体はB777-200のみが収録されている。その後の銀翼アドバンスではB777のほか、B747、A320、Ys-11、MD11が追加されている。アドオンではないが、機体のグラフィックを直接変更してテクスチャーを変える等の遊び方もある。ただし公式のサポート対象外となる。
空港は、羽田空港(東京国際空港)、成田(新東京)国際空港、関西国際空港(関空)、福岡空港など39空港が収録されている。そのうち、羽田、関空、福岡の3つは、プッシュバックまで再現されているため、離陸滑走路までのタキシングが可能。

## オートパイロット
本作の特徴として、主にオートパイロット機能(自動操縦)が挙げられる。これは、離陸と着陸以外の運用を完全にコンピュータに任せるという事である。実際には、以下のような手順で、手軽に飛ばす事が可能。
1. Ctrlキー＋Zキーで、エンジンを始動させる。
2. ]キーを2度押しして、フラップを下げる。
3. Insertキーでオートパイロット機能をオンにする。
4. 右Ctrlキーを押して、ブレーキを解除。
5. Tキーで離陸に必要な推力までエンジン出力を上げる。
6. V1→VR→V2コールが聞こえたら、機首を↓キーで引き起こす。
7. 1500ft～2000ft付近で、Gキーを押し、ギアを格納する。
8. 自動的に上昇→巡航→アプローチ降下→着陸空港のILSを捕らえると、約3度の角度を維持しつつ降下。
9. Gキーでギアを下ろし、着陸を確認したら、右Shiftキーでブレーキをかける。

ただし、トラブル(故障)を0％以外に設定している時やオートパイロットをオフにしている時は、この手順の限りではない。また、フライトプランで無理な進入経路に設定していたり、地形に対してルートが低めの場合などは、オートパイロットが上手く動作しなかったり、フライトが失敗することもある。